# Anthemis ismelia
La camomilla del Monte Gallo o Manzanilla del Monte Gallo (Anthemis ismelia Lojac.) es una planta que pertenece a la familia Asteraceae, planta endémica de Sicilia, Italia.

## Descripción
Es una planta perenne subfruticosa, con vástago ascendente de una altura de 30 a 40 cm.
Las hojas basales, pinnadas de 5 a 15 cm de largo, las superiores son más pequeñas y pinnadas.
Las flores, están reunidas en inflorescencias de cabezuela hemisférica, de un diámetro de 4 a 5 mm, con las flores periféricas blancas liguladas y las flores centrales amarillas.

Los frutos son aquenios marrones, subcónicos, incurvados.

## Distribución yhábitat
Es un endemismo de Sicilia, con un área circunscrita a un restringido ámbito territorial, en las laderas umbrosas de la vertiente septentrional del Monte Gallo (Palermo), a una altura comprendida entre 200 y 500 m s. n. m.
Por lo limitado de su territorio esta especie está considerada vulnerable.

## Taxonomía
Anthemis ismelia fue descrita por   Michele Lojacono Pojero y publicado en Flora Sicula (Lojacona) 2(1): 78. 1903.
Etimología
Anthemis: nombre genérico que viene de la palabra griega: "Anthemon" (= flor) luego se transformó en "Anthemis" (= pequeña flor) y se refiere a " las inflorescencias de las plantas. Este nombre fue utilizado por los antiguos griegos para indicar una de las muchas especies de manzanilla.  El nombre científico aceptado actualmente (Anthemis)  fue asignado a este género por Carlos Linneo (1707-1778), biólogo y escritor sueco, considerado el padre de la moderna clasificación científica de los organismos vivos, en la publicación de Species Plantarum de 1753. En realidad, fue el botánico toscano Pier Antonio Micheli (1679-1737) quien propuso originalmente el nombre de este género en su obra Nova plantarum genera: iuxta Tournefortii methodum disposita (1729).
ismelia: epíteto que se refiere a su parecido con Ismelia.